# Anthimus I van Constantinopel
Anthimus I van Constantinopel (Grieks: Άνθιμος Α΄) was patriarch van Constantinopel van 535 tot zijn afzetting in 536.

## Biografie
Voor zijn aanstelling als patriarch was hij bisschop van Trebizonde. In die tijd waren Justinianus I en Theodora I, keizer en keizerin van het Byzantijnse Rijk. Op religieus gebied was Justinianus een aanhanger van het dyofysitisme, terwijl Theodora pleitte voor het monofysitisme. Als vertrouweling van Theodora, sloot Anthimus zich aan bij het monofysitisme en werd zo patriarch van Constantinopel.
Toen in 536 Paus Agapitus I, door de Ostrogotische koning Theodahad naar Constantinopel werd gestuurd om te bemiddelen in de Gotische Oorlog, maakte hij zijn beklag over de zienswijze van zijn collega. In verband met de oorlog kreeg Agapitus geen gehoor, maar hij verkreeg wel dat Anthimus uit zijn ambt werd ontheven. Anthimus vluchtte naar het paleis van Theodora waar hij zich zal verschuilen tot haar dood. Hij werd vervangen door Mennas van Constantinopel.